# 永山絢斗
永山絢斗（日语：／ Nagayama Kento，1989年3月7日—），日本男演員，東京都出身。曾是PAPADO, Inc.事務所旗下藝人。哥哥為日本知名男演員永山瑛太。

## 人物經歷
- 2007年出道，參演連續劇《爺爺老師》。
- 2010年初主演電影《壘球少年》，並獲得日本電影金像獎新人獎。
- 家中三兄弟裡排行老么，二哥是演員永山瑛太，大哥是創作家、演員、模特兒永山龍彌。
- 很少參加綜藝節目。
- 2023年6月16日凌晨，永山因持有大麻，於東京目黑區自宅遭警方逮捕。據媒體報導，第一次遭警方查獲時，永山表示對大麻「沒有印象，不知道」。而在逮捕到案14小時後，警方又在其住處搜到新證據，包括乾燥大麻及吸食器，該次逮捕為第二次[1][2]。隔日，NHK宣布大河劇換角，而其他主要電視台預定播出的永山參演之影片，已決定由其他節目代替或抽換剪輯新內容。同年9月1日，被判處有期徒刑6個月、緩刑3年[3]，9月19日全案定讞。
- 2024年9月2日，宣布離開待了17年的經紀公司[4]。

## 演出作品

### 電視劇
- 爺爺老師（2007年，日本電視台） - 飾演　逸見
- Puzzle（2008年，朝日電視） - 飾演　塚本善雄
- 戀空（2008年，TBS） - 飾演　加藤タツヤ
- 鬼鎮之花（2009年，朝日電視） - 飾演　武田啓
- 我家的男子（2009年，富士電視台） - 飾演　真島平次
- NEXT 恋作する女（2009年，關西電視台） - 飾演　安田孝典
- 圈套特別篇2 （2010年5月15日，朝日電視） - 飾演　西園寺誠一
- 彩虹閃耀夏之戀（2010年，富士電視台） - 飾演　伊良部譲
- 2010秋季SP 大阪LOVE&SOUL（2010年11月6日，NHK） - 飾演　金田哲浩（主演）
- 太陽公公（2011年，NHK） - 飾演　須藤茂樹
- 明日香工業高校物語（2011年，朝日電視） - 飾演　竹内和也
- 亂馬1/2（2011年12月9日，日本電視台）- 飾演　九能帯刀
- 戀愛尼特族 （2012年，TBS） - 飾演　槙野駿平
- LEGAL HIGH（2012年5月1日，富士電視台）第3話 - 飾演　榎戸信也
- 2012春季日剧SP 宫部美雪4周連續懸疑SP　第1夜 理由 （2012年5月7日，TBS） - 飾演　立花啓太
- 玻璃之家（2013年9月3日，NHK） - 飾演　澀澤憲司
- 馬賽克日本 (2014年5月18日，WOWOW電視台） - 飾演　常末理市（主演）
- 聖女（2014年8月19日，NHK） - 飾演　中村晴樹
- 對不起青春！（2014年10月12日，TBS） - 飾演　蔦谷サトシ
- 重版出來！（2016年4月12日，TBS） - 飾演　中田 伯
- 別嬪小姐（2016年10月3日，NHK） - 飾演　田中紀夫→坂東紀夫
- 澪之料理帖（2017年5月3日，NHK） - 飾演　永田源齊
- 富士居酒屋（2017年7月9日－9月24日、東京電視台） - 飾演　西尾榮一（主演）
- 派遣女醫X（第五季）（2017年10月12日，朝日）- 飾演 西山直之
- 鐵證懸案～真相之門～（2016年10月22日，WOWOW電視台）- 飾演 高木信次郎
- 鐵證懸案2～真相之門～（2018年10月13日，WOWOW電視台）- 飾演 高木信次郎
- 韋駄天～東京奧運故事～（2019年，NHK大河劇）- 飾演 野口源三郎
- 初戀那一天所讀的故事 -（2019年1月15日，TBS電視台） - 飾演 八雲雅志
- 松本清張SP疑惑（2019年2月3日，朝日電視台） - 飾演 豐崎勝雄
- （2019年12月29日，NHK BS Premium，2020年2月8日，NHK BS4K） - 明智小五郎[5]
- Top Knife-天才腦外科醫的條件-（2020年1月11日 - 3月14日，日本電視台） - 西郡琢磨
- Living 第2話（2020年5月30日，NHK綜合）[6][7][8]
- （2020年7月） - 飾演 津田隼人
- 鐵證懸案3～真相之門～（2020年12月5日，WOWOW電視台）- 飾演 高木信次郎
- 我家的故事（2021年1月22日，TBS電視台） - 飾演 觀山踴介
- 怎一句無可奈何了得（2021年8月13日，NHK） - 飾演 冬木克太
- 桑道2021 第9話（2021年9月4日，東京電視台） - 飾演 アダチ
- 言靈莊（2021年10月，朝日電視台） - 飾演 中目零至
- 温柔的音樂～tears in heaven・致天國的你（2022年1月7日，東京電視台） - 飾演 永居健
- WOWOW原創劇-人間恐怖 第3話「紺屋高尾」（2022年2月20日，WOWOW電視台）- 飾演 久蔵
- INVISIBLE 第5話－最終回（2022年5月13日－6月17日，TBS電視台）- 飾演 霧人
- DOUBLE（2022年6月4日－8月6日，WOWOW電視台）- 飾演 鴨島友仁（與千葉雄大雙主演）
- 池波正太郎誕辰100年紀念電視劇「Manzoku Manzoku」（2022年12月30日，NHK）- 飾演 織田平太郎
- 逆轉交響樂團（2023年1月11日－3月15日，日本電視台）- 飾演 三島彰一郎
- 藤子・F・不二雄SF短編『方舟客滿』（2023年6月4日，NHK） - 飾演　大山（主演）

### 電影
- 應援隊少女（2008年10月） - 飾演　山本龍太郎
- 罪或罰（2009年2月） - 飾演　恩田春樹
- LIAR GAME The Final Stage（2010年） - 飾演　久慈サトシ
- Solanin（2010年4月、アスミック・エース） - 飾演　大橋
- 壘球少年（2010年6月） - 飾演　オニヅカ （主演）
- 惡人（2010年9月） - 飾演　鶴田公紀
- Mother Water（2010年10月） - 飾演　ジン
- 鐵骨柔情（2011年11月） - 飾演　辰
- 南海作戰（2012年夏） - 飾演　オッコチ
- 不中用的我仰望天空（2012年11月） - 飾演　齋藤卓巳 （主演）
- 大家，再見了（2013年）
- 艶之夜 與愛有關女人們的故事（2013年1月） - 飾演　茅原優
- 十億追殺令（2013年4月） - 飾演　神箸正貴
- 漂撇男子漢EXPLODE（2014年） - 飾演  藤原
- 幸運情人草 ２０１５年 － 飾演 樋野杳生
- 真田十勇士（2016年9月22日） - 根津甚八／豐臣秀頼
- 黑金丑島君The Final－身世大解密（2016年10月22日） - 竹本優希
- 海邊的生與死（2017年7月29日） - 朔中尉
- Ernesto（2017年10月6日） - 森記者
- 愛哭鬼的棋蹟（2018年9月7日） -　新藤和正
- 還有愛的日子 - 大澤二郎
- 峠 最後のサムライ（2022年） - 松蔵
- 東京復仇者2 血腥萬聖節篇（2023年）- 場地圭介
- ＃マンホール（2023年）- 加瀨悅郎

### CM
- NTTドコモ Answer「開始打工」篇（2009年2月）
- SUNTORY　なっちゃん「路上live」篇（2009年2月）
- SUNTORY啤酒　オフの贅沢「新人」篇（2010年3月）
- 東京瓦斯 「家族のはなし・次男の帰省」「家族のはなし・長男の結婚」篇（2012年11月 - ）（其中「家族のはなし・長男の結婚」飾演哥哥的是多棲藝人星野源）

### 網路劇
- woh woh（配信短日剧）主演
- 派對结束 Episode2（2011年、BeeTV） - ムサシ

### MV
- 中嶋ユキノ〈直到說再見〉（2012年3月）

## 外部連結
- 永山絢斗官方部落格 （页面存档备份，存于）